# محمد أبو دومة
محمد السيد يس أبو دومة هو شاعر وأديب مصري.

## حياته
ولد عام 1944 في محافظة سوهاج بمصر بقرية كوم غريب ونشأ وتربى فيها. حاصل على ليسانس آداب في اللغات الشرقية, وماجستير ودكتوراه في الأدب المقارن من المجر 1986. يجيد اللغات الإنجليزية والفارسية والمجرية.
عمل مترجماً ومصنفاً للمخطوطات الفارسية والتركية, رئيساً لقسم المقتنيات الفارسية والتركية بدار الكتب المصرية, كما عمل مديراً لتحرير مجلتي (القاهرة) و(الكتاب), وعضواً بهيئة التحرير لمجلة (فصول) ويعمل حالياً أستاذاً في كلية الدراسات العربية بجامعة المنيا.
عضو اتحاد كتاب مصر واتحاد كتاب آسيا وأفريقيا. رئيس اتحاد كتاب مصر قرع جنوب الصعيد. شارك في العديد من المؤتمرات الخاصة بالاستشراق وقضاياه وفي المهرجانات الشعرية العربية والمحلية.

## أعماله الأدبية
من دواوينه الشعرية:
- المآذن الواقعة على جبال الحزن 1978
- السفر في أنهار الظمأ 1980
- الوقوف على حد السكين 1983
- أتباعد عنكم فأسافر فيكم 1987
- تباريح أوراد الجوى 1990
- الذي قتلته الصبابة والبلاد 1998.

من مؤلفاته:
- علاقة التشابه والتأثر في الأدب الفلسفي الفارسي، العربي، المجري (الدكتوراه) -
- نصوص من المسرح المجري الحديث (ترجمة)
- فن المسرح.

## الجوائز
حصل على جائزة الدولة التشجيعية في الشعر 1989 وعلى عدد آخر من الجوائز المرتبطة بالشعر.